# Mason Lee
Mason Chu Lee (Champaign, 30 maggio 1990) è un attore statunitense naturalizzato taiwanese.

## Filmografia parziale
- Il banchetto di nozze (1993)
- Una notte da leoni 2 (2011)
- Lucy (2014)
- Xiang fei (2014)
- The End of Love - film TV (2015)
- Fresh Off the Boat - 1 episodio (2016)
- Billy Lynn - Un giorno da eroe (2016)